# Potamiá, Cypern
Potamiá är en ort i Cypern.   Den ligger i distriktet Eparchía Lefkosías, i den östra delen av landet, 17 km söder om huvudstaden Nicosia. Potamiá ligger 186 meter över havet och antalet invånare är 433. Den ligger på ön Cypern.
Terrängen runt Potamiá är lite kuperad.Trakten runt Potamiá är ganska tätbefolkad, med 56 invånare per kvadratkilometer. Närmaste större samhälle är Nicosia, 16,5 km norr om Potamiá. Trakten runt Potamiá är i huvudsak ett öppet busklandskap.